# اروپای مرکزی

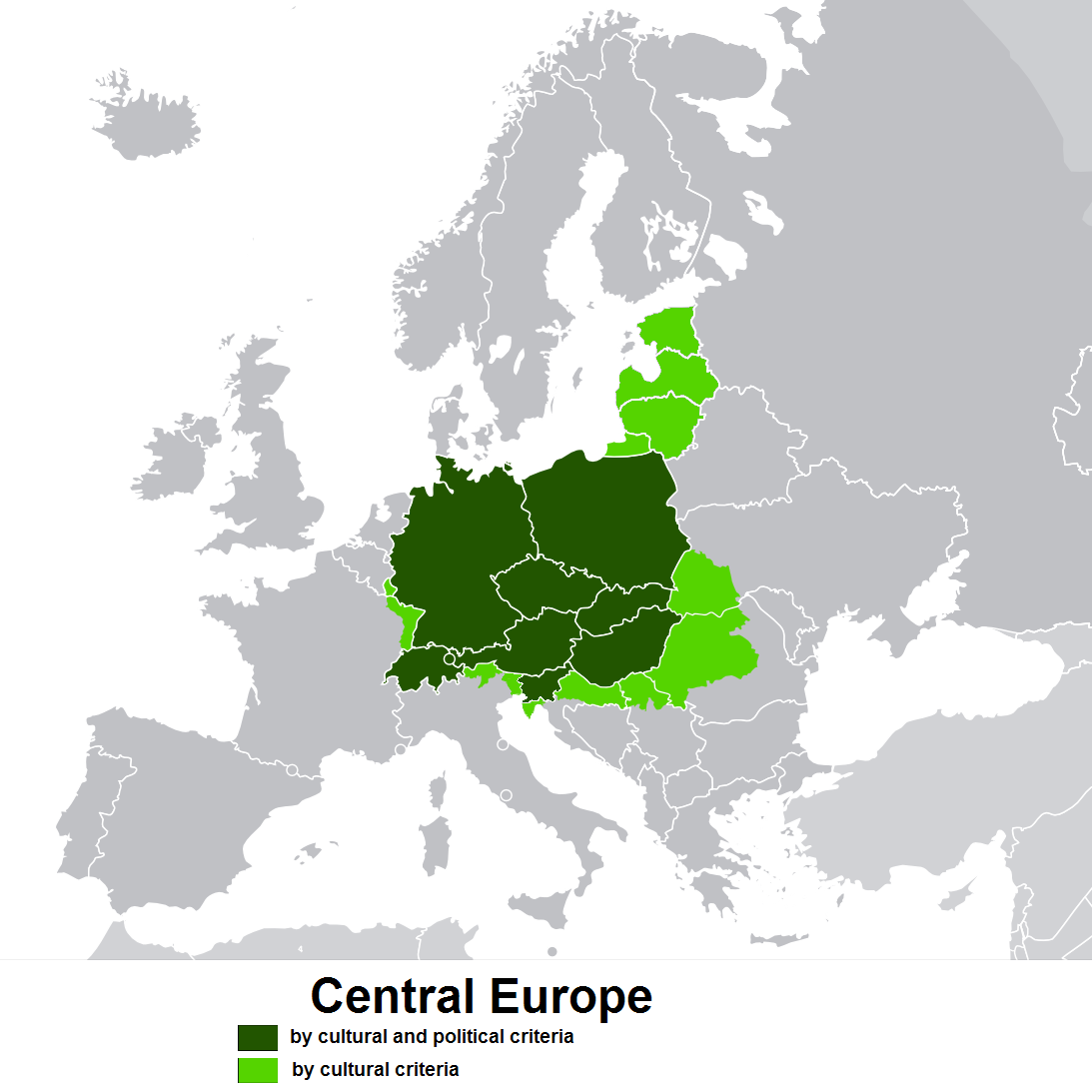
منطقه‌ای که حدوداً اروپای مرکزی نامیده می‌شود.

اروپای مرکزی بخش مرکزی قاره اروپا است. مرزهای دقیقی برای این سرزمین تعریف نشده است و بنا به پیش‌زمینه‌های گوناگون تاریخی، قومی، سیاسی و جغرافیایی تعریف‌های گوناگونی از محدودهٔ آن شده است.
در آغاز سده ۲۱ این کشورها به ترتیب از شمال به جنوب، به عنوان بخشی از اروپای مرکزی به‌شمار می‌آیند:
| - آلمان - اتریش - سوئیس - لیختن‌اشتاین - اسلوونی    |  | کشورهای آلپی |
| - لهستان - جمهوری چک - اسلواکی - مجارستان - کرواسی |  | گروه ویشگراد |

برخی  رومانی را نیز شامل اروپای مرکزی می‌دانند.
در زمان جنگ سرد، لهستان، چکسلواکی و مجارستان بخشی از اروپای شرقی به‌شمار می‌آمدند اما این بیشتر یک تقسیم‌بندی سیاسی بود و نه یک تقسیم‌بندی واقعی جغرافیایی. امروزه به جز سوئیس و لیختن‌اشتاین، بقیه کشورهای اروپای مرکزی عضو اتحادیه اروپا هستند. با وجود تفاوت‌های زبانی، قومی و تاریخ سیاسی متفاوت، کشورهای اروپای مرکزی هنوز هم از دیدگاه فرهنگی، اقتصادی و از نظر غذا و آشپزی همانندی‌های بسیاری با هم دارند.

## نگارخانه

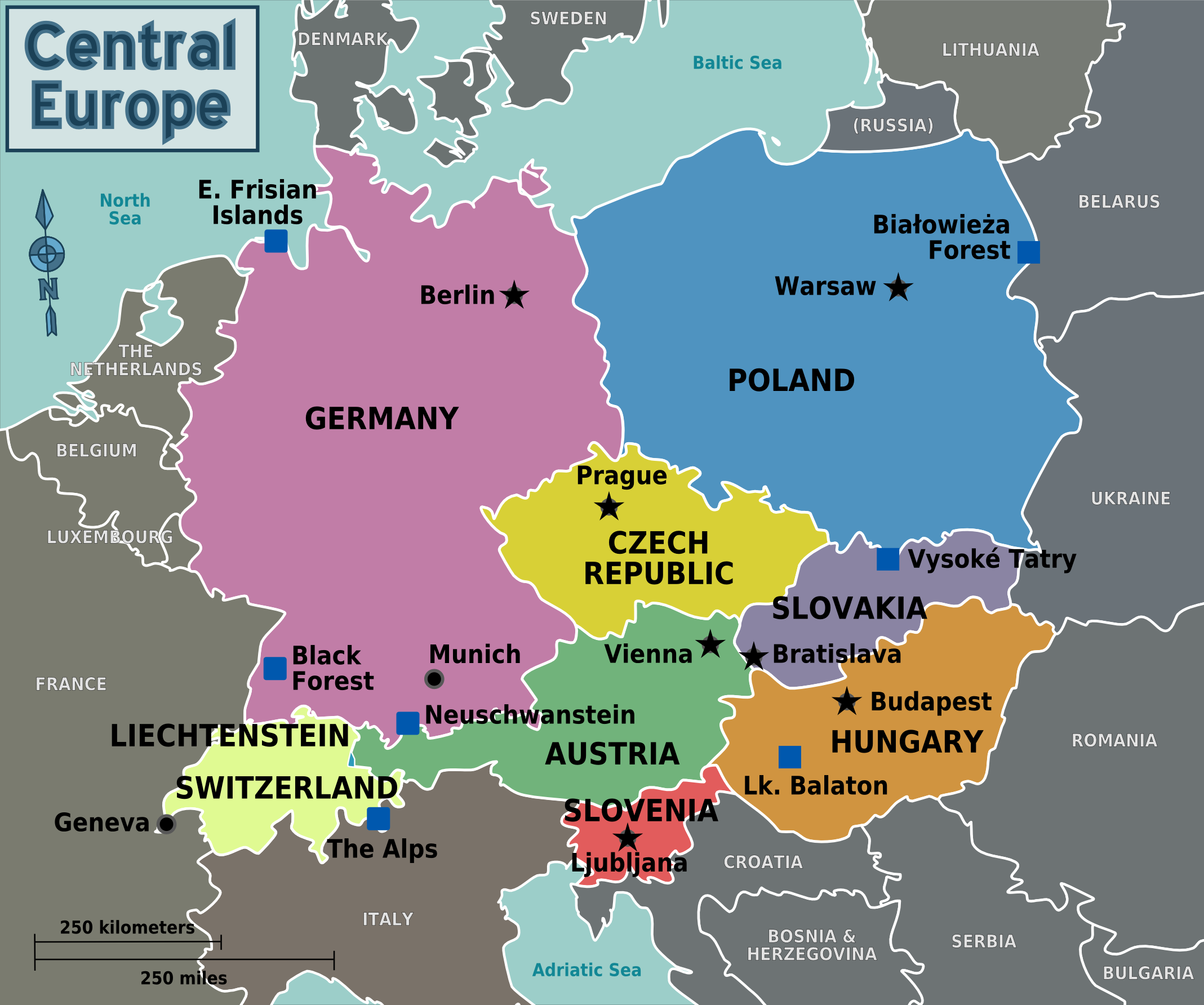
کشورهای اروپای مرکزی
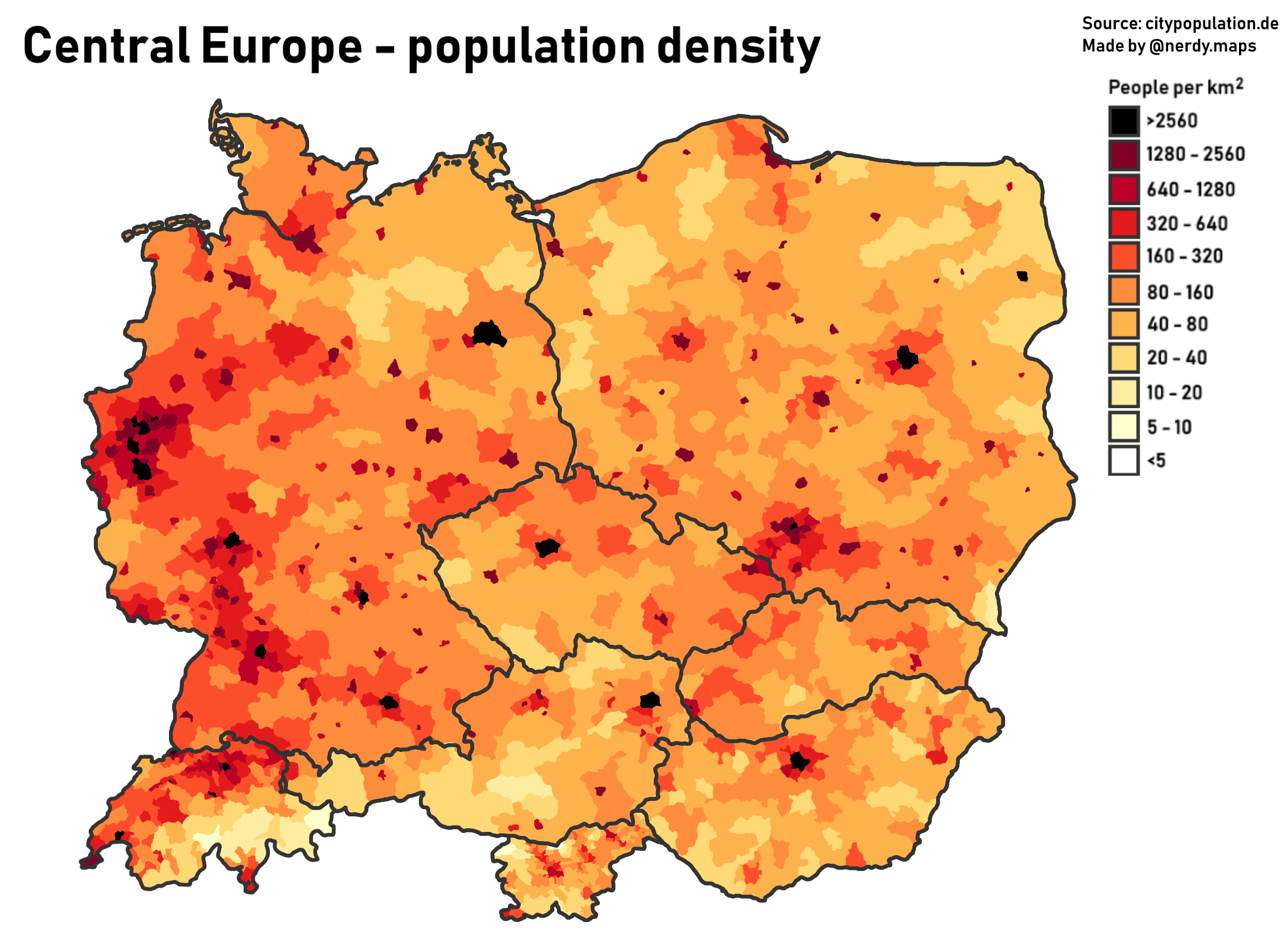
نقشه تراکم جمعیت در اروپای مرکزی
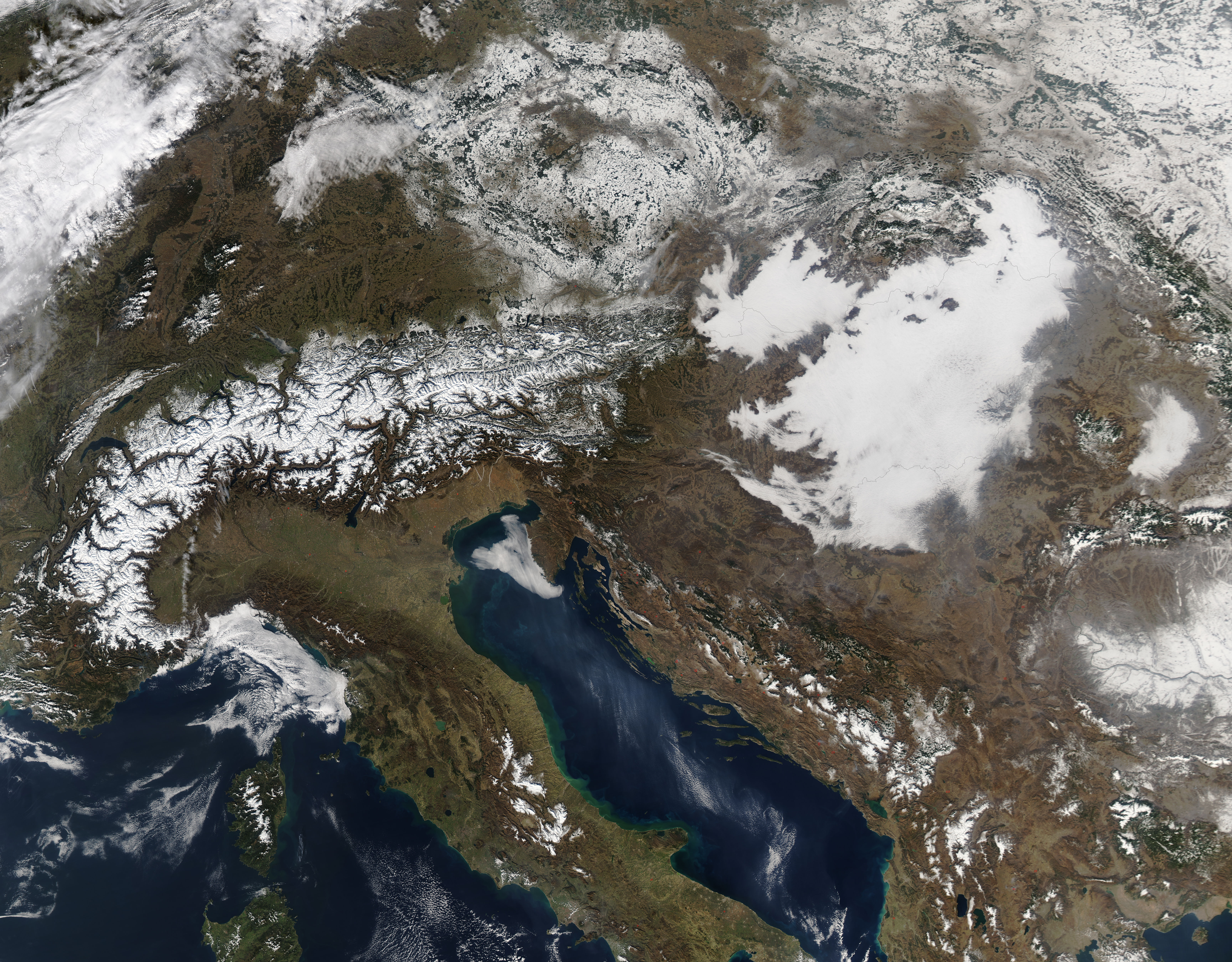
تصویربرداری ماهواره‌ای از اروپای مرکزی
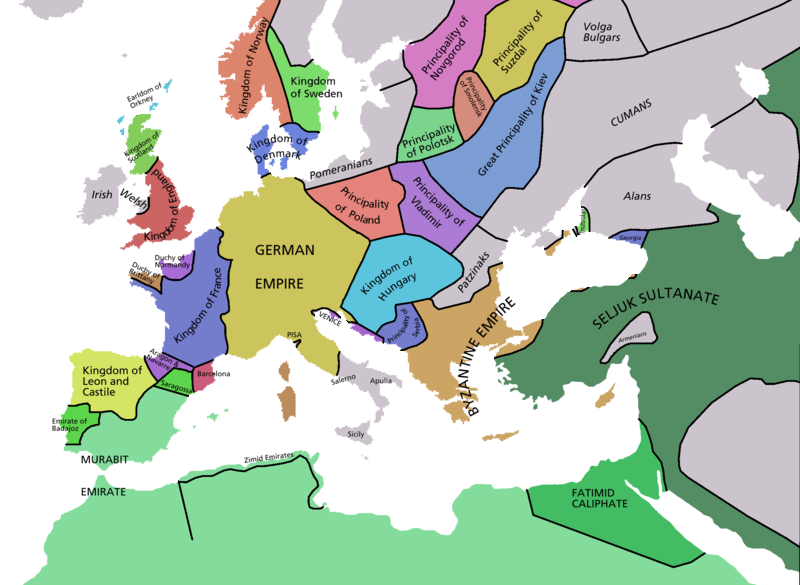
چیرگی امپراتوری مقدس روم بر اروپای مرکزی